# Emy Hagman
Emy Hagman, egentligen Emma Kristina Hagman, ogift Blomster, född 9 juni 1906 i Göteborg, död 30 januari 1976 i Stockholm, var en svensk skådespelerska.

## Biografi
Hagman debuterade i baletten i Utställningsrevyn i Göteborg 1923 och började som dansös i Karl Gerhards revy 1925. Hennes friska spelhumör och utpräglade göteborgsdialekt gjorde henne till en folkkär revyartist. Hon medverkade i ett 20-tal Karl Gerhard-revyer fram till 1960.
Hennes mest kända revyfigur var som den sanningssägande fiskmånglerskan Berta Blomqvist. Under några år på 1930-talet var hon engagerad hos Ragnar Klange på Folkets hus teatern i Stockholm, där fick hon inte bara spela revy utan även göra huvudroller i folklustspel.
Emy Hagman filmdebuterade 1933 i Flickan från varuhuset. Hon gjorde totalt 38 filmroller. Särskilt minnesvärd är hennes Ada i Lasse Dahlquists film Vi Masthuggspojkar 1940 och huskorset i Bröderna Östermans huskors 1945.
Hon spelade alltid rappkäftade och rakryggade fruntimmer och fick påfållande ofta spela piga, kokerska eller hushållerska. Hagman gjorde ett tiotal skivinspelningar bland annat som duettpartner till Lasse Dahlquist, Åke Söderblom och Gustaf Lövås.
Hon var 1927–1941 gift med skådespelaren Carl Hagman (1890–1949) och mor till barnskådespelerskan Britt Hagman (1927–2015).

## Filmografi
- 1933 – Flickan från varuhuset
- 1933 – Hemliga Svensson
- 1934 – Pettersson - Sverige
- 1934 – Hon eller ingen
- 1934 – Eva går ombord
- 1934 – Simon i Backabo
- 1935 – Grabbarna i 57:an
- 1938 – Bara en trumpetare
- 1938 – Herr Husassistenten
- 1940 – Beredskapspojkar
- 1940 – Vi Masthuggspojkar
- 1940 – Hjältar i gult och blått
- 1941 – Stackars Ferdinand
- 1941 – Göranssons pojke
- 1942 – Olycksfågeln nr 13
- 1942 – Halta Lottas krog
- 1943 – Vi mötte stormen
- 1945 – Bröderna Östermans huskors
- 1946 – Djurgårdskvällar
- 1946 – Bröllopet på Solö
- 1946 – Bröder emellan
- 1946 – Stiliga Augusta
- 1947 – Maj på Malö
- 1948 – Marknadsafton
- 1949 – Pippi Långstrump
- 1949 – Jungfrun på Jungfrusund
- 1949 – Åsa-Nisse
- 1949 – Sven Tusan
- 1950 – Kanske en gentleman
- 1950 – När Bengt och Anders bytte hustrur
- 1950 – Åsa-Nisse på jaktstigen
- 1952 – Kronans glada gossar
- 1952 – Mot framtiden
- 1954 – Café Lunchrasten
- 1954 – Blondie, Biffen och Bananen
- 1956 – Pettersson i Annorlunda
- 1957 – Lille Fridolf blir morfar
- 1958 – Fridolf sticker opp!
- 1959 – Bara en kypare

## Teater

### Roller
| År   | Roll        | Produktion                                   | Regi         | Teater             |
| ---- | ----------- | -------------------------------------------- | ------------ | ------------------ |
| 1933 | Medverkande | Oss greker emellan Karl Gerhard              |              | Folkteatern        |
| 1934 | Amelie      | Kokottskolan Paul Armont och Marcel Gerbidon | Karl Gerhard | Folkteatern        |
| 1934 | Medverkande | Mitt vänliga fönster, revy Karl Gerhard      | Karl Gerhard | Folkteatern        |
| 1937 | Medverkande | Karl Gerhards vershus, revy Karl Gerhard     |              | Folkan             |
| 1938 | Medverkande | Sommar och sol över stan, revy               |              | Royal              |
| 1948 | Medverkande | På extrakryss med folket, revy Ragnar Klange |              | Folkets hus teater |
| 1952 | Medverkande | Kyss mej Katie Karl Gerhard                  | Per Gerhard  | Chinateatern       |
| 1957 | Medverkande | Kråkslottet, revy Karl Gerhard               | Hasse Ekman  | Idéonteatern       |